# (9628) Sendaiotsuna
(9628) Sendaiotsuna est un astéroïde de la ceinture principale.

## Description
(9628) Sendaiotsuna est un astéroïde de la ceinture principale. Il fut découvert le 16 juillet 1993 à l'observatoire Palomar par Eleanor Francis Helin. Il présente une orbite caractérisée par un demi-grand axe de 2,61 UA, une excentricité de 0,20 et une inclinaison de 12,4° par rapport à l'écliptique.

## Compléments